# Giuseppe Silvati

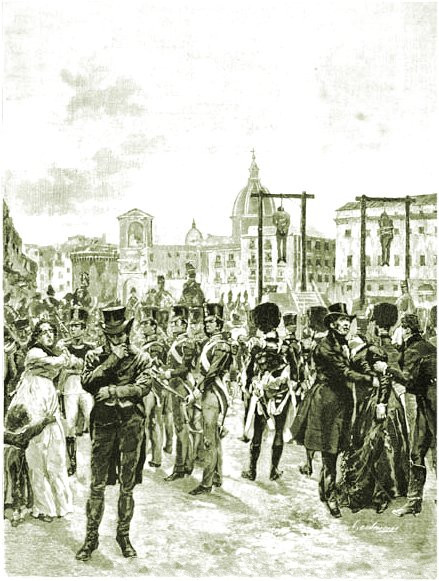
Napoli, 12 settembre 1822. Giuseppe Silvati e Michele Morelli sono impiccati in seguito alla repressione dei moti carbonari napoletani, illustrazione di Edoardo Matania

Giuseppe Silvati (Napoli, 1791 – Napoli, 12 settembre 1822) è stato un patriota e militare italiano nell'esercito del Regno delle Due Sicilie, carbonaro, promosse con Michele Morelli la rivolta militare che indusse Ferdinando I delle Due Sicilie a concedere la Costituzione nel 1820.

## Biografia
Sottufficiale durante il regno di Gioacchino Murat, prese parte alla campagna di Spagna (1810-1812) e alla guerra austro-napoletana per la liberazione dell'Italia (1814-1815).
Con la Restaurazione fu sottotenente nell'esercito borbonico; affiliatosi alla Carboneria iniziò con Michele Morelli il moto insurrezionale che nella notte tra il 1° e il 2 luglio 1820, propagatosi da Nola ed Avellino in tutto il Regno delle Due Sicilie, portò all'instaurazione del regime costituzionale.
Nominato comandante della 2 compagnia dello «Squadrone sacro», fu inviato in Sicilia per combattere contro i separatisti; tornato a Napoli, cercò nel marzo 1821 di sollevare le popolazioni dell'Irpinia per la difesa del paese minacciato dall'invasione austriaca.
Riparato nello Stato Pontificio e consegnato alle autorità borboniche, fu condannato a morte e impiccato il 12 settembre 1822 insieme a Michele Morelli.